# The Chronological Classics: Teddy Wilson and His Orchestra 1937-1938
| Recensione | Giudizio |
| ---------- | -------- |
| AllMusic   | [ 1 ]    |

The Chronological Classics: Teddy Wilson and His Orchestra 1937-1938 è un volume in CD dell'integrale delle master takes incise dal  pianista jazz statunitense Teddy Wilson negli anni indicati. I brani furono originariamente pubblicati su dischi a 78 giri. La collana esclude le alternate takes e le incisioni dal vivo.

## Tracce

### CD
1. Ain't Mibehavin' – 2:44 (Andy Razaf, Fats Waller, Harry Brooks) – Registrato il 5 settembre 1937 a Los Angeles, California
2. Just a Mood (Blue Mood) (Part I) – 3:24 (Teddy Wilson) – Registrato il 5 settembre 1937 a Los Angeles, California
3. Just a Mood (Blue Mood) (Part II) – 3:21 (Teddy Wilson) – Registrato il 5 settembre 1937 a Los Angeles, California
4. Honeysuckle Rose – 3:12 (Andy Razaf, Fats Waller) – Registrato il 5 settembre 1937 a Los Angeles, California
5. Nice Work If You Can Get It – 3:07 (Ira Gershwin, George Gershwin) – Registrato il 1º novembre 1937 a New York
6. Things Are Looking Up – 3:19 (Ira Gershwin, George Gershwin) – Registrato il 1º novembre 1937 a New York
7. My Man – 3:02 (André Willemetz, Jacques Charles, Channing Pollock, Maurice Yvain) – Registrato il 1º novembre 1937 a New York
8. Can't Help Lovin' Dat Man – 3:14 (Oscar Hammerstein II, Jerome Kern) – Registrato il 1º novembre 1937 a New York
9. Don't Blame Me – 2:58 (Dorothy Fields, Jimmy McHugh) – Registrato il 17 novembre 1937 a New York
10. Between the Devil and the Deep Blue Sea – 2:38 (Harold Arlen, Ted Koehler) – Registrato il 17 novembre 1937 a New York
11. My First Impression of You – 2:43 (Charles Tobias, Sam H. Stept) – Registrato il 17 novembre 1937 a New York
12. With a Smile and a Song – 2:57 (Autore sconosciuto) – Registrato il 17 novembre 1937 a New York
13. When You're Smiling – 2:51 (Mark Fisher, Joe Goodwin, Larry Shay) – Registrato il 17 novembre 1937 a New York
14. I Can't Believe That You're in Love with Me – 2:31 (Clarence Gaskill, Jimmy McHugh) – Registrato il 17 novembre 1937 a New York
15. My First Impression of You – 2:48 (Charles Tobias, Sam H. Stept) – Registrato il 6 gennaio 1938 a New York
16. When You're Smiling – 2:49 (Mark Fisher, Joe Goodwin, Larry Shay) – Registrato il 6 gennaio 1938 a New York
17. I Can't Believe That You're in Love with Me – 2:48 (Clarence Gaskill, Jimmy McHugh) – Registrato il 6 gennaio 1938 a New York
18. If Dreams Come True – 3:03 (Edgar Sampson, Benny Goodman, Irving Mills) – Registrato il 6 gennaio 1938 a New York
19. Moments Like This – 3:04 (Frank Loesser, Burton Lane) – Registrato il 23 marzo 1938 a New York
20. I Can't Face the Music (Without Singin' the Blues) – 2:58 (Ted Koehler, Rube Bloom) – Registrato il 23 marzo 1938 a New York
21. Don't Be That Way – 3:03 (Benny Goodman, Edgar Sampson, Mitchell Parish) – Registrato il 23 marzo 1938 a New York
22. If I Were You – 2:53 (Buddy Bernier, Robert D. Emmerich) – Registrato il 29 aprile 1938 a New York
23. You Go to My Head – 3:13 (Haven Gillespie, J. Fred Coots) – Registrato il 29 aprile 1938 a New York

## Musicisti
Ain't Mibehavin' / Just a Mood (Blue Mood) (Part I) / Just a Mood (Blue Mood) (Part II) / Honeysuckle Rose

Teddy Wilson Quartet
- Teddy Wilson - piano
- Harry James - tromba
- John Simmons - contrabbasso
- Red Norvo - xilofono

Nice Work If You Can Get It / Things Are Looking Up / My Man / Can't Help Lovin' Dat Man

Teddy Wilson and His Orchestra
- Teddy Wilson - piano
- Buck Clayton - tromba
- Prince Robinson - clarinetto
- Vido Musso - sassofono tenore
- Allan Reuss - chitarra
- Walter Page - contrabbasso
- Cozy Cole (come "Swing Roo") - batteria
- Billie Holiday - voce

Don't Blame Me / Between the Devil and the Deep Blue Sea
- Teddy Wilson - piano solo

My First Impression of You / With a Smile and a Song / When You're Smiling / I Can't Believe That You're in Love with Me

Teddy Wilson and His Orchestra
- Teddy Wilson - piano
- (non certa la presenza) Hot Lips Page - tromba
- Pee Wee Russell - clarinetto
- Chu Berry - sassofono tenore
- Allan Reuss - chitarra, contrabbasso, batteria
- Sally Gooding - voce (brani: My First Impression of You e With a Smile and a Song)

My First Impression of You / When You're Smiling / I Can't Believe That You're in Love with Me / If Dreams Come True

Teddy Wilson and His Orchestra
- Teddy Wilson - piano
- Benny Morton - trombone
- Lester Young - sassofono tenore
- Freddy Green - chitarra
- Walter Page - contrabbasso
- Joe Jones - batteria
- Billie Holiday - voce (in tutti i brani)

Moments Like This / I Can't Face the Music (Without Singin' the Blues) / Don't Be That Way

Teddy Wilson and His Orchestra
- Teddy Wilson - piano
- Bobby Hackett - cornetta
- Pee Wee Russell - clarinetto
- Tab Smith - sassofono alto
- Gene Sedric - sassofono tenore
- Allan Reuss - chitarra
- Al Hall - contrabbasso
- Johnny Blowers - batteria
- Nan Wynn - voce (brani: Moments Like This e I Can't Face the Music (Without Singin' the Blues))

If I Were You / You Go to My Head

Teddy Wilson and His Orchestra
- Teddy Wilson - piano
- Bobby Hackett - cornetta
- Pee Wee Russell - clarinetto
- Johnny Hodges (oppure) Buster Bailey (oppure) Jerry Blake - sassofono alto
- Allan Reuss - chitarra
- Al Hall - contrabbasso
- Johnny Blowers - batteria
- Nan Wynn - voce[2]